# 1883 (série télévisée)
Yellowstone 1923
1883 est une mini-série dramatique américaine en dix épisodes d'environ 45 minutes créée par Taylor Sheridan et diffusée entre le 19 décembre 2021 et le 27 février 2022 sur la chaîne Paramount Network.
La série met notamment en vedette Tim McGraw, Faith Hill, Sam Elliott et Isabel May. Elle est une préquelle de la série Yellowstone de Sheridan et détaille l'origine des Dutton devenus propriétaires du terrain qui allait devenir le « Yellowstone Ranch »,.
Elle est suivie de la série suite 1923.

## Synopsis
En 1883, l’ancien capitaine de l’armée confédérée, James Dutton, quitte le Texas avec sa famille. Il emmène sa femme Margaret, sa fille adolescente Elsa, son jeune fils John et sa sœur Claire à la recherche d’une vie meilleure et de l’avenir dont il rêve. Il rencontre alors Shea Brennan qui lui propose de l’embaucher pour diriger le groupe qu’il conduit vers l’Ouest à travers les Grandes Plaines vers le dernier bastion de l'Amérique sauvage. Une caravane disparate, avec ses cow-boys, vétérans de l’armée, gitans et immigrants européens, se lance dans un périlleux voyage à travers les grandes plaines. Ils fuient la pauvreté pour chercher un avenir meilleur dans cette terre promise que représente l'Oregon.

## Distribution

### Acteurs principaux
- Sam Elliott (VF : Paul Borne) : Shea Brennan, employé de Pinkerton Agency
- Tim McGraw (VF : Jean-Pierre Michaël) : James Dutton, arrière-grand-père de John Dutton III
- Faith Hill (VF : Isabelle Desplantes) : Margaret Dutton, arrière-grand-mère de John Dutton III
- Isabel May (VF : Sara Chambin) : Elsa Dutton, fille de James et Margaret Dutton
- LaMonica Garrett (VF : Jean-Baptiste Anoumon) : Thomas, agent de Pinkerton et vétéran Buffalo Soldier
- Marc Rissmann (de) : Josef, époux allemand de Risa
- Audie Rick : John Dutton Sr., grand-oncle de John Dutton lll
- Eric Nelsen (en) (VF : Jonathan Amram) : Ennis
- James Landry Hébert (en) : Wade
- Noah Le Gros (VF : Clément Moreau) : Colton

### Récurrents
- Alex Fine : Grady
- Gratiela Brancusi (en) ; Noemi
- Anna Fiamora : Risa
- Amanda Jaros : Alina
- Martin Sensmeier : Sam, guerrier Comanche proche de Quanah Parker
- James Jordan (VF : Olivier Chauvel) : Cookie

### Invités
- Billy Bob Thornton (VF : Gérard Darier) : le marshal Jim Courtright[4]
- Tom Hanks (VF : Jean-Philippe Puymartin) : le général George Meade
- Graham Greene : Spotted Eagle
- Dawn Olivieri : Claire Dutton
- Emma Malouff (VF : Elsa Davoine) : Mary Abel Dutton
- Rita Wilson : Carolyn
- Taylor Sheridan (VF : Éric Marchal) : Charles Goodnight

 Source et légende : version française (VF) sur RS Doublage

## Production
1883 est sortie aux États-Unis le 19 décembre 2021.

## Épisodes
1. 1883
2. Derrière nous, il y avait une falaise
3. Le Fleuve
4. La Traversée
5. Les Griffes de la liberté
6. Faire sombrer le diable dans l'ennui
7. Éclair aux cheveux blonds
8. La Plainte de la défaite
9. La Course des nuages
10. Ce n'est pas ton paradis

## Accueil

### Accueil critique
La série est notée 4,5 sur 5 par les téléspectateurs sur le site d'Allociné (au 14 août 2025) et 8,7 sur 10 sur le site d'IMDb (au 14 août 2025).
Les critiques émises par les sites spécialisés indiquent que la série coche toutes les cases : un monde sauvage, de grands espaces, des chevauchées, des fusillades, des saloons, des Indiens, des bandits, des cow-boys au grand cœur et d’autres sans foi ni loi. L'intrigue est qualifiée de classique mais solide magnifiée par une réalisation ample et spectaculaire,,.

### Audiences
Le premier épisode a attiré 4,9 millions de spectateurs dans le monde selon Paramount+.
La série connait même un regain de popularité au cours de sa première saison pour finir à une audience proche de Yellowstone.